# Operace Bongo II
Operace Bongo II (anglicky Operation Bongo II) se uskutečnila v roce 1964 nad městem Oklahoma City a v jeho okolí. Součástí operace byly lety nadzvukových letounů, které prováděly časté aerodynamické třesky. Cílem experimentu bylo zmonitorovat dopady nadzvukové letecké dopravy na fungování města, život místních obyvatel a fungování místní infrastruktury. Za šest měsíců zkoušek bylo uskutečněno celkem 1253 aerodynamických třesků. 
Vzhledem k tomu, že v blízkosti města se v této době nacházela letecká základna Tinker a letecké centrum Mike Monroneyho, předpokládala americká vláda[zdroj?], že Oklahoma City bude vhodným místem pro provedení zkoušek tohoto rozsahu. Přestože předběžná očekávání byla pozitivní, rostoucí odpor veřejnosti, žádosti o náhrady za poškozený majetek a vybavení donutily nakonec federální úřad pro civilní letectví ukončit zkoušky. Bylo podáno několik žalob proti americké vládě. Zkoušky nakonec donutily politické představitele v USA omezit program nadzvukového civilního letectví, které představoval vyvíjený letoun Boeing 2707. Projekt byl nakonec zcela zrušen a nadzvuková dopravní letadla byla vyvinuta pouze v Evropě (Concorde) a SSSR (Tu-144).